# Michaił Warnakow
Michaił Michajłowicz Warnakow (ros. Михаил Михайлович Варнаков; ur. 1 marca 1985 w Gorki) – rosyjski hokeista, reprezentant Rosji.
Jego ojciec Michaił Pawłowicz Warnakow (ur. 1957) także był hokeistą oraz został trenerem hokejowym.

## Kariera
- Torpedo 2 Niżny Nowogród (2000-2002)
- Dinamo 2 Moskwa (2002-2003)
- Torpedo Niżny Nowogród (2003-2013)
- Torpedo 2 Niżny Nowogród (2006/2007)
- SKA Sankt Petersburg (2013)
- Ak Bars Kazań (2013-2017)
- Dinamo Moskwa (2017-2018)
- Torpedo Niżny Nowogród (2018-2022)
- Łada Togliatti (2022)
- Łokomotiw Jarosław (2022-)

Wychowanek i wieloletni zawodnik Torpedo Niżny Nowogród. Od 31 stycznia 2013 roku poinformowano, że sezon dokończy w klubie SKA Sankt Petersburg. Po sezonie w kwietniu opuścił klub. Od czerwca 2013 zawodnik Ak Barsu Kazań, związany pięcioletnim kontraktem. Został zwolniony z Kazania w kwietniu 2017. Od maja 2017 zawodnik Dinama Moskwa. Pod koniec maja 2018 powrócił do macierzystego Torpedo Niżny Nowogród. W styczniu 2020 przedłużył kontrakt o dwa lata. W maju 2022 przeszedł do Łady Togliatti, skąd odszedł we wrześniu tego roku. Pod koniec grudnia 2022 został zaangażowany przez Łokomotiw Jarosław.

## Sukcesy
Klubowe
- Złoty medal wyższej ligi: 2007 z Torpedo
- Awans do Superligi: 2007 z Torpedo
- Puchar Kontynentu: 2013 ze SKA
- Brązowy medal mistrzostw Rosji: 2013 ze SKA
- Srebrny medal mistrzostw Rosji: 2015 z Ak Barsem Kazań
- Finał KHL o Puchar Gagarina: 2015 z Ak Barsem Kazań

Indywidualne
- KHL (2011/2012):
  - Najlepszy napastnik - ćwierćfinały konferencji
- KHL (2012/2013):
  - Mecz Gwiazd KHL[16]
  - Najlepszy napastnik miesiąca - luty 2013
- KHL (2014/2015):
  - Najlepszy napastnik miesiąca - styczeń 2015[17]